# Tron: Legacy Reconfigured
Tron: Legacy Reconfigured (op de albumhoes als Tron: Legacy R3CONF1GUR3D) is een remixalbum van het Franse houseduo Daft Punk, uitgebracht op 5 april 2011. De remixen zijn afkomstig uit het soundtrackalbum van Tron: Legacy.
De Avicii-remix van Derezzed werd in 2014 uitgebracht op het album Dconstructed.

## Tracklist
1. Derezzed (The Glitch Mob remix) (4.22)
2. Fall (M83 vs. Big Black Delta remix (3.55)
3. The Grid (The Crystal Method remix (4.27)
4. Adagio for Tron (Teddybears remix) (5.34)
5. The Son of Flynn (Ki:Theory remix) (4.51)
6. C.L.U. (Paul Oakenfold remix) (4.35)
7. The Son of Flynn (Moby remix) (6.32)
8. End of Line (Boys Noize remix) (5.40)
9. Rinzler (Kaskade remix) (6.52)
10. ENCOM, Part II (Com Truise remix) (4.52)
11. End of Line (Photek remix) (5.18)
12. Arena (The Japanese Popstars remix) (6.07)
13. Derezzed (Avicii remix) (5.03)
14. Solar Sailer (Pretty Lights remix) (4.32)
15. Tron: Legacy (End Titles) (Sander Kleinenberg remix) (5.04)